# Scramble (aviación)
Scramble es un término procedente del inglés y empleado en la aviación militar como una alerta (denominada Quick Reaction Alert o alerta de reacción rápida) para un despegue de emergencia. Se produce habitualmente cuando se detecta una aeronave cercana que no está identificada, no ha comunicado el plan de vuelo o no responde a las comunicaciones.

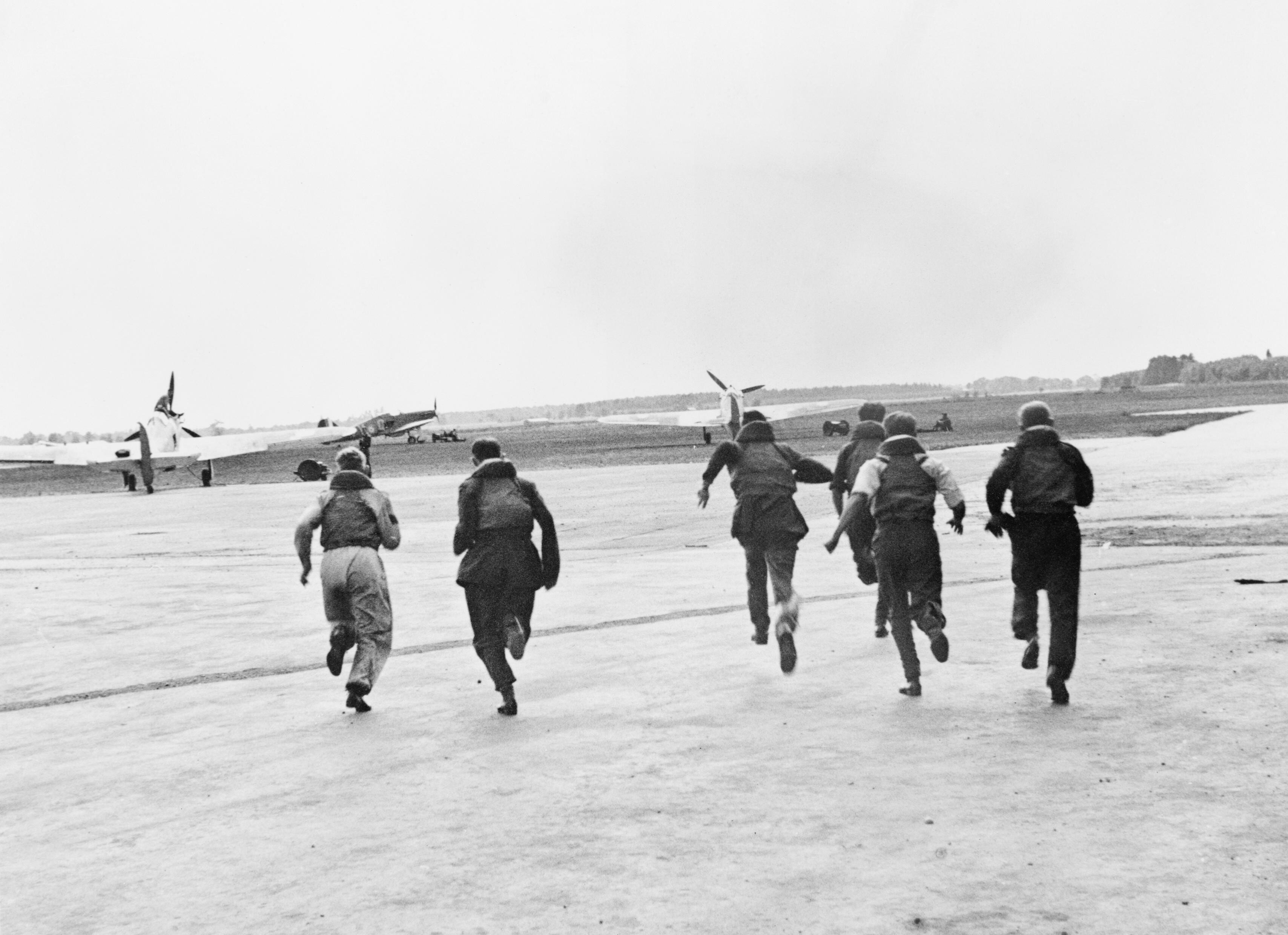
Personal militar corriendo por el aviso de una aeronave enemiga desconocida.

Se distinguen varios tipos de alerta scramble mediante palabras del alfabeto radiofónico. Los principales son:
- Alpha scramble: alerta real, llamada a los aviones de combate para una misión de seguridad aérea.
- Tango scramble: simulacro, una alerta de entrenamiento de cara a una misión real de interceptación de una aeronave.[2][3]

Otros tipos son:
- Delta scramble: los aviones de combate están encendidos y a la espera de nuevas instrucciones.
- Foxtrot scramble: cancelación de la alerta.
- Romeo scramble: preparación de verificación.[2]